# Mazaedium

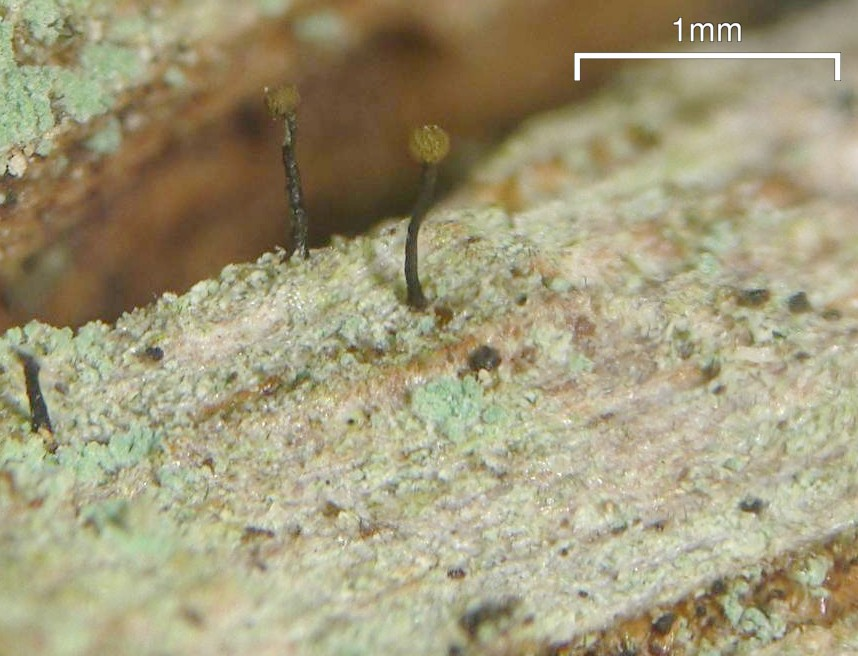
Mazaedium, das stecknadelförmige Köpfchen, bei Chaenotheca brunneola

Als Mazaedium wird der Inhalt von Fruchtkörpern mancher Flechten bezeichnet. Es ist eine pulverförmige Masse aus Sporen, Resten der Asci und Paraphysen. Es entsteht, wenn die Asci früh in der Fruchtkörperentwicklung zerfallen und dadurch die Sporen zwischen den Paraphysen liegend reifen. Ein Mazaedium wird von den früher in der Ordnung Caliciales zusammengefassten Flechtenpilzen gebildet, die heute auf mehrere Ordnungen, die Coniocybales und die Mycocaliciales aufgeteilt werden. Man nennt diese Flechten auch Stecknadelflechten.
Der Begriff wurde 1817 von Erik Acharius eingeführt und leitet sich vom altgriechischen maza „Teig“ ab. Besonders von englischsprachigen Autoren wurde der Begriff häufig auch für den gesamten Fruchtkörper verwendet. 

## Belege
- Gerhard Wagenitz: Wörterbuch der Botanik. Die Termini in ihrem historischen Zusammenhang. 2., erweiterte Auflage. Spektrum Akademischer Verlag, Heidelberg/Berlin 2003, ISBN 3-8274-1398-2, S. 192.